# 安修仁
安修仁（生卒年不詳），武威郡姑臧县人（今甘肅省武威市涼州區），粟特族，為粟特之安姓。於隋末支持李軌起兵建涼，受任戶部尚書，後與在唐入仕的兄長安興貴合謀，擊潰李軌政權、收復河西，遂位列初唐武德十六功臣之一。

## 生平
安修仁，家族世代居於武威郡姑臧县人（今甘肅凉州），安興貴之弟。隋末李軌、曹珍、安修仁等人商討起兵，推舉李軌為王，據河西之地建立大涼政權，軌稱涼帝，安修仁掌樞密。其兄安興貴仕於李唐政權，上表請求前往大涼說服李軌歸降，此計不成，安修仁兄弟便暗中召結胡人發兵迫使李軌投降，收河西之地歸屬大唐。返長安後，安修仁功拜左武候大將軍，封申國公，位列初唐武德十六功臣之一。

## 主要事蹟

### 輔佐李軌
義寧元年七月，西秦霸王薛舉在金城郡為亂，武威鷹揚府司馬李軌和同郡的曹珍、關謹、梁碩、李贇、安修仁等商議起兵抵抗，據保河右，以等待形勢發生變化，遂決議推舉一人為首，曹珍趁勢曰：「我聞讖書，李氏當王。今軌賢，非天啟乎！」於是眾人向李軌跪拜，奉為主君。丙辰（初八），李軌命安修仁召集各部落胡人、結交民間豪傑之士共同起兵，擒拿虎賁郎將謝統師、武威郡丞韋士政，而後自稱河西大涼王，設置官府僚屬，皆仿制隋文帝開皇年間之成例。

### 譖陷梁碩
梁碩受涼帝李軌重用，命其為大涼吏部尚書。由於梁碩經常建議李軌防備日漸強盛的各部胡族，與具有胡人血統的戶部尚書安修仁產生嫌隙，再加上梁碩對李軌之子仲琰無禮，導致兩人不和。武德元年（618年），李仲琰便與安修仁合計誣陷其謀反，最終導致梁碩被李軌賜鴆酒毒死。

### 凉国歸唐
武德二年 （619年）五月，安修仁之兄安興貴出仕於長安，向唐高祖請命前往涼州勸降李軌，但此計策並未成功，李軌不肯歸降，因而和安修仁暗中聯合各胡族共同出兵，最終李軌兵敗，據城自守，安興貴以「大唐遣我來誅李軌，敢助之者夷三族」為口號，使城中人紛紛出城投靠安興貴。李軌見大勢已去，便攜妻子登上玉女台，飲酒為別，最後被俘至長安與其諸弟、諸子一同問斬，河西遂為平定。
歷此大功，安興貴受命右武候大將軍、上柱國，封涼國公，賜帛萬段。安修仁受命左武候大將軍，封申國公，並給田宅，封六百戶。

### 討伐睦伽陀
武德八年 ( 625年 )七月，睦伽陀引突厥入塞，進攻武興。時年八月，當時身為左武侯大將軍的安修仁在且渠川率兵攻打睦伽陀，並成功將其攻破。

### 撫定頡利可汗
頡利可汗（？－634年）為東突厥大可汗，在位時多次侵擾大唐。唐太宗於貞觀三年（629年）八月任命李靖為行軍總管，出兵征伐東突厥。貞觀四年（630年）正月，李靖夜襲頡利可汗，後頡利可汗退守鐵山，並遣使至唐朝謝罪，請求歸降。唐太宗遣鴻臚寺卿唐儉、將軍安修仁持節安撫之。後李靖藉機襲擊頡利可汗，大獲全勝。  

## 家族
安修仁為粟特族人，隸屬昭武九姓之一的凉州武威安氏家族。該家族從李氏建唐到朱溫滅唐之間，有多人參與政事，使其在唐朝達到鼎盛。在這個家族中較為人知的有安修仁、安興貴（安修仁之兄）、安元壽（安興貴之子）、安忠敬（安興貴之曾孫）、李抱玉（安忠敬之子）、李抱真（安修仁之玄孫）、李元谅以及李振（李抱真之曾孫）......等人。
- 祖父：安弼，北周開府儀同三司、寧遠將軍、肅州刺史、張掖郡公
- 父：安羅，北周開府儀同三司、隋朝石州刺史、魏州貴鄉縣公
- 兄：安興貴，右武候大將軍、上柱國，涼國公，追贈冠軍大將軍、涼州都督、歸國公
- 子：安永達，開府儀同三司、左驍衛大將軍、河州刺史
- 孫：安懷恪，陳州司馬，贈兵部尚書
- 曾孫：安齊管，贈太子太保
- 玄孫：李抱真，昭儀節度使、司空、檢校左樸射，封義陽郡王，追贈太保
- 仍孙：李振，唐末、五代十国政治人物，后梁崇政使。